# Saropogon verticalis
Saropogon verticalis là một loài ruồi trong họ Asilidae. Saropogon verticalis được Oldroyd miêu tả năm 1958. Loài này phân bố ở vùng Cổ Bắc giới và châu Á.